# Manfred Mehl
Manfred Mehl (* 1939 in Schneidemühl, Pommern) ist ein deutscher Gymnasiallehrer und Numismatiker.
Manfred Mehl wurde 1939 in Schneidemühl geboren und ist in Hildesheim aufgewachsen. Nach dem Abitur am Gymnasium Andreanum studierte er Klassische Philologie und Slavistik an der Universität Hamburg. Von 1964 bis zum Eintritt in den Ruhestand im Jahr 2002 war er als Gymnasiallehrer in Hamburg tätig.
Danach wurde er an der Universität Leipzig zu einem geldgeschichtlichen Thema promoviert. Mehl ist Spezialist für die mittelalterliche deutsche Münzgeschichte und Verfasser von mehreren Katalogen zur mittelalterlichen Münzgeschichte.
Er war von 1990 bis 2022 Vorsitzender des Vereins der Münzenfreunde in Hamburg e.V.

## Auszeichnungen
- 2003 Eligiuspreis der Deutschen Numismatischen Gesellschaft (DNG)
- 2012 Ehrenpreis der Gesellschaft für Internationale Geldgeschichte (GIG)
- 2021 Bundesverdienstkreuz am Bande

## Schriften (Auswahl)
- Die Münzen des Bistums Hildesheim – Der Prägezeitraum 1599 bis 1783. 2 Bände. M.M. Verlag Manfred Mehl, Hamburg 2002, ISBN 3-933420-01-6.
- Die Münzen des Stiftes Quedlinburg. M.M. Verlag Manfred Mehl, Hamburg 2006, ISBN 3-933420-02-4.
- Münz- und Geldgeschichte des Erzbistums Magdeburg im Mittelalter. 2 Bände. M.M. Verlag Manfred Mehl, Hamburg 2011, ISBN 978-3-933420-03-9.
- Die Münzen und Medaillen von Merseburg von den Anfängen bis 1738. Verlag Manfred Mehl, Hamburg 2015, ISBN 978-3-933420-04-6.

| Personendaten    | Personendaten                              |
| ---------------- | ------------------------------------------ |
| NAME             | Mehl, Manfred                              |
| KURZBESCHREIBUNG | deutscher Gymnasiallehrer und Numismatiker |
| GEBURTSDATUM     | 1939                                       |
| GEBURTSORT       | Schneidemühl, Pommern                      |